# Léon Koenig
Léon Koenig, né en 1908 à Liège et mort dans sa ville natale en 1987, est un écrivain, critique d’art, et conservateur de musée belge.

## Biographie
Fils du peintre Joseph Koenig (1878-1961),, Léon Koenig naît le 25 octobre 1908 à Liège, rue Sainte-Véronique. Son père l'initie à la poésie et l'emmène voir de nombreuses expositions, concerts et pièces de théâtre. La maison familiale est lieu de rencontres habituel des amis de son père, dont des poètes comme Georges Linze et Robert Poulet, et des peintres comme Auguste Mambour, Edgar Scauflaire, Adrien Dupagne, Edmond Delsa, Albert Raty, Élysée Fabry, Marcel Caron, Robert Crommelynck, Richard Heintz, Albert Lemaître et José Wolff.
Léon Koenig commence à travailler comme « poète, animateur de revues artistiques et littéraires, et bibliothécaire de l’Académie royale des beaux-arts de Liège jusqu’en 1945 ». Il publie sa première critique d'art en 1932 dans la revue L'Equerre. Il devient président de l'Association des jeunes artistes en Belgique, pour laquelle il met sur pied 27 manifestations à Liège, ce qui lui permet d'acquérir une solide expérience en tant qu'organisateur d'événements.
Il est président de la section liégeoise de la commission des Beaux-Arts de l’Association pour le progrès intellectuel et artistique de la Wallonie (A.P.I.A.W.), et secrétaire de cette association de 1945 à 1958,,,. De 1945 à 1955, il est responsable de la rubrique de critique d’art du Monde du travail,.
Il est nommé conservateur adjoint des Musées des Beaux-Arts et de l’Art wallon de Liège de 1952 à 1958 puis conservateur de 1958 à 1973, remplaçant Jules Bosmant à ce poste,,,,. Durant ses 15 années en tant que conservateur, il a organisé 94 expositions temporaires aux Musées des Beaux-Arts et de l’Art wallon de Liège.
Marié en 1932, il se remarie, après le décès de son épouse en 1968, avec Jeanne Renotte, elle-même veuve de Paul Renotte, qui fut artiste peintre et échevin des Beaux-Arts de la ville de Liège.

## Œuvre
Liste des œuvres établie d'après Bibliowall (portail documentaire de l’administration wallonne) et WorldCat Identities:

### Livres
- Quietude de la terre, Liége, Éditions "Anthologie", 1936[9].
- Histoire de la peinture au pays de Liège, Liège, Éditions de la Commission des beaux-arts de l'Association pour le progrès intellectuel et artistique de la Wallonie (A.P.I.A.W.), 1951[10],[11].
- Monographies de l'art belge : Jean Donnay, Bruxelles, Elsevier pour le Ministère de l'éducation nationale et de la culture, 1961[12],[13].
- Léon Wuidar : autour de l'architecture (textes de Léon Koenig, Guy Vandeloise et Léon Wuidar ; introduction de Gilbert Lascault et Tracy Burroughs), Bruxelles, Lebeer Hossmann, 1987[14].

### Catalogues d'exposition
- Peintures de l'École de Paris. La période cubiste ou quarante ans après, Liège, du 29 avril au 25 mai 1950.
- L'Apport wallon au surréalisme, peinture, poésie (introduction de Léon Koenig ; article "Écrivains surréalistes en pays wallon" par Marcel Havrenne), Liège, Musée des beaux-arts de Liège, du 13 octobre au 12 novembre 1955.
- Léger - Matisse (exposition organisée par la Ville de Liège), Picasso - Miro - Laurens (exposition organisée par la Société royale des beaux-arts de Liège), Magnelli - Arp - Hartung - Jacobsen (exposition organisée par l'Association pour la progrès intellectuel et artistique de la Wallonie (A.P.I.A.W.)), Liège, Musée de l'art wallon, juillet-août-septembre 1958.
- Rétrospective Edgar Scauflaire, Liège, Musée des beaux-arts, du 8 novembre au 7 décembre 1958[15].
- Art d'aujourd'hui : Foire internationale de Liège, Liège, du 2 au 16 juin 1960.
- Dessins de Lambert Lombard ex-collection d'Arenberg, Liège, Musée de l'Art Wallon, du 26 janvier au 24 mars 1963.
- Abstraits wallons (exposition itinérante), Liège, Musée des beaux-arts ; Charleroi, Palais des beaux-arts ; Gand, Abbaye Saint-Pierre ; Nice, Musée des Ponchettes ; Lyon, Musée des beaux-arts, du 8 février au 22 juillet 1964[16].
- Art allemand contemporain, château d'Avionpuits (Esneux), juin - âout 1965.
- Vingt-ans d'APIAW : salon du vingtième anniversaire, Liège, Musée des Beaux-arts, du 26 novembre 1965 au 2 janvier 1966[17].
- Rétrospective Renotte (introduction de Léon Koenig ; préface de Jean Lejeune), Liège, Musée de l'art wallon, du 20 octobre au 26 novembre 1967[18].
- Rétrospective Marcel Caron, Liège, Musée des beaux-arts, du 18 décembre 1970 au 31 janvier 1971[19].
- Collection F.C. Graindorge : sélection de 131 oeuvres, Liège, Musée de l'Art wallon, du 19 novembre au 19 décembre 1976.
- Rétrospective José Picon, Ramet-Flémalle, Centre wallon d'art contemporain La Châtaigneraie, du 22 octobre au 13 novembre 1983[20].